# Parux
 Parux  es una población y comuna francesa, en la región de Lorena, departamento de Meurthe y Mosela, en el distrito de Lunéville y cantón de Cirey-sur-Vezouze.

## Demografía
| 121 | 94 | 92 | 105 | 88 | 65 |
| Para los censos de 1962 a 1999 la población legal corresponde a la población sin duplicidades (Fuente: INSEE [Consultar]) |    |    |     |    |    |